# Sport i Jugoslavien

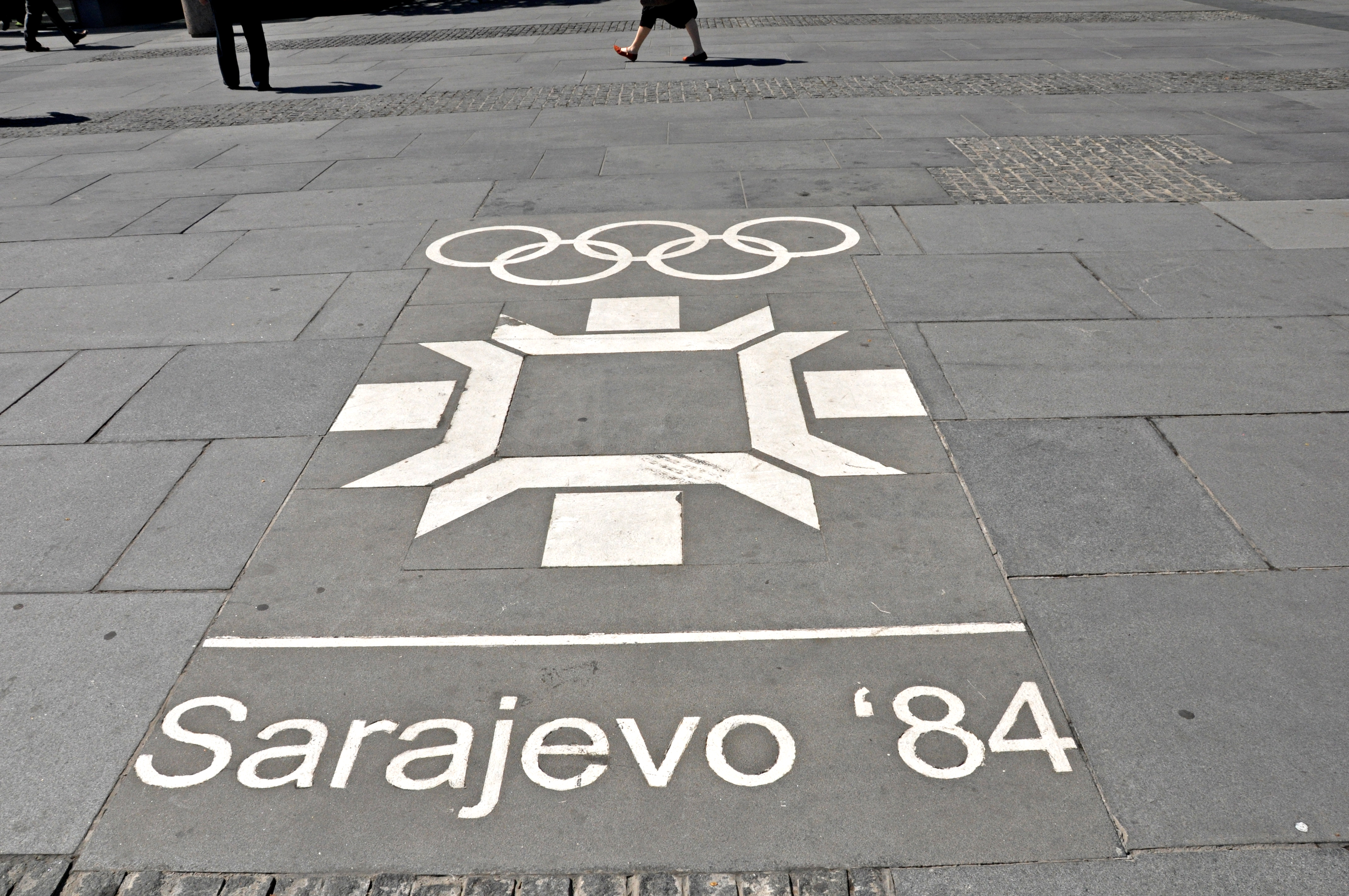
Olympiska vinterspelen 1984 avgjordes i Sarajevo.

Sport i Jugoslavien var en viktig del av samhället. Jugoslavien var framför allt framgångsrika i lagspel som basket, fotboll, handboll, vattenpolo och volleyboll, men även simning, bordtennis, gymnastik och tennis, samt vintersporter som alpin skidåkning, backhoppning och konståkning. Olympiska vinterspelen 1984 avgjordes i Sarajevo.
Jugoslavien debuterade i olympiska sammanhang 1920 i Antwerpen.

### Fotnoter
1. ↑  ”Sarajevo 1984” (på engelska). Internationella olympiska kommittén. http://www.olympic.org/sarajevo-1984-winter-olympics. Läst 16 september 2013.